# 山口まこと
山口 まこと（やまぐち まこと）は、日本の元AV男優。血液型はO型。愛称は「まーくん」。坊主頭がトレードマーク。

## 概要
- 低身長、童顔、坊主頭という容姿のため、童貞役やM男優としての出演が多い。

- 2014年でAV男優を引退[2]。

- 現在は、アシスタントディレクターとして活躍している[3]。